# Некрасова, Дарья Дмитриевна
Да́рья Дми́триевна Некра́сова (бел. Дар’я Дзмітрыеўна Някрасава, англ. Dasha Nekrasova; род. 19 февраля 1991, Минск) — американская актриса

 кино, телевидения и озвучивания, кинорежиссёр

, сценарист и подкастер.
В 2018 году Некрасова стала известна как «Sailor Socialism» («морская социалистка») после того, как её интервью с репортёром издания InfoWars, в котором она была одета в «матросскую» форму в стиле японских школьниц, стало вирусным. В 2021 году она дебютировала в качестве режиссёра с фильмом ужасов «Ужас на 61-й улице», за который получила премию за лучший дебютный полнометражный фильм на Берлинском международном кинофестивале, а также появилась в роли Комфри Пеллитс в телесериале «Наследники», за которую получила премию Гильдии киноактёров США вместе с актёрским составом.

## Ранние годы
Дарья Дмитриевна Некрасова родилась 19 февраля 1991 года в Минске (Белорусская ССР, СССР) в семье акробатов. Когда Некрасовой было четыре года, она вместе со своей семьёй эмигрировала в США и поселилась в Лас-Вегасе, штат Невада.
В 2008 году Некрасова окончила среднюю школу Академии искусств Лас-Вегаса, а затем поступила в частный женский колледж Миллс Северо-Восточного университета, где изучала социологию и философию.

## Карьера
В начале и середине 2010-х годов Некрасова появлялась в музыкальных видеоклипах альтернативных артистов, таких как Yumi Zouma, прежде чем дебютировала в фильме «Шаткий дворец» в 2018 году, для которого она написала сценарий в соавторстве с режиссёром Евгением Котляренко. Газета «The New York Times» описала фильм как «посыл неудачливых актёров, лучащихся застенчивой привлекательностью», в то время как сайт кинокритики RogerEbert.com прокомментировал, что «комедийный образ фильма с его расплывчатой глупостью весьма разнообразен, при этом фильм преуспевает в том, чтобы внести свой вклад в кинематографическую капсулу времени» для миллениалов. Она появилась с главной ролью в чёрной комедии «Мягкость тел», и «The Hollywood Reporter» отметил, что она  вжилась в роль «без особых усилий».
Во время продвижения фильма «Шаткий дворец» на фестивале «South by Southwest» в 2018 году, интервью Некрасовой сайту InfoWars стало вирусным. Её прозвали «морской социалисткой» за то, что она выразила свою поддержку Берни Сандерсу, будучи одетой в костюм японской школьницы, напоминающий персонаж Сейлор Мун. Клип был показан в шоу Джона Оливера в эпизоде, посвящённом политическому кризису в Венесуэле.
29 марта 2018 года Некрасова запустила подкаст «Red Scare» с соведущей Анной Хачиян. Шоу связано с левым движением и описано в «The Cut» как «критика феминизма и капитализма из глубины культуры, которую они породили». Симон Норман, бывшая сотрудница конгресса США, заявила, что «фишка» шоу состояла в том, что «дрянные сексуальные девчонки стали публичными леваками».
В 2021 году Некрасова дебютировала в качестве режиссёра с триллером «Ужас на 61-й улице», написанном в соавторстве с Маделин Куинн и вдохновлённом смертью Джеффри Эпштейна. Премьера фильма состоялась на 71-м Берлинском международном кинофестивале и была отмечена призом за лучший дебютный полнометражный фильм. В том же году она стала соавтором короткометражного фильма «Захватывающая реальность» и срежиссировала один из эпизодов в вечернем шоу Джимми Фэллона.
Некрасова появилась в третьем сезоне драмы HBO «Наследники» (2021) в роли Комфри Пеллитс, кризисного пиар-представителя.

## Фильмография
| Год  |     | Русское название                 | Оригинальное название            | Роль                                                                   |
| ---- | --- | -------------------------------- | -------------------------------- | ---------------------------------------------------------------------- |
| 2014 | с   | Хлопок                           | Cotton                           | Саша                                                                   |
| 2015 | кор | Место еды                        | The Eating Place                 | Фиона                                                                  |
| 2015 | кор | Ипохондрия                       | Hypochondria                     | Белинда                                                                |
| 2015 | кор | Лотос-пистолет                   | The Lotus Gun                    | Дафин                                                                  |
| 2016 | кор | Звук синего, зелёного и красного | The Sound of Blue, Green and Red | Дженни                                                                 |
| 2017 | кор | Искусство еды                    | The Art of Eating                | Лили                                                                   |
| 2017 | кор | Нормализация                     | Normalize                        | мисс Пуш Баттонс                                                       |
| 2017 | кор | История Дарби Бонарски           | The Darby Bonarsky Story         | Дарби Бонарски                                                         |
| 2017 | кор | Эта отвратительная тайна         | That Abominable Mystery          | Алекс                                                                  |
| 2017 | кор | Бродяга                          | Prowler                          | медсестра                                                              |
| 2017 | с   | Шаги                             | Steps                            | сирота 2                                                               |
| 2018 | ф   | Шаткий замок                     | Wobble Palace                    | Джейн                                                                  |
| 2018 | ф   | Мягкость тел                     | Softness of Bodies               | Шарлотта Паркс                                                         |
| 2018 | кор | Ничего плохого не произойдёт     | Nothing Bad Will Happen          | женщина                                                                |
| 2019 | ф   | Ходячие призраки                 | The Ghost Who Walks              | Митци                                                                  |
| 2019 | ф   | Девушка-воскресенье              | Sunday Girl                      | Наташа                                                                 |
| 2019 | ф   | Чёрная Земля                     | Black Earth                      | Мими                                                                   |
| 2019 | с   | Мистер Робот                     | Mr. Robot                        | Селеста                                                                |
| 2019 | с   | Дикинсон                         | Dickinson                        | Эллен Мандевиль Граут                                                  |
| 2019 | мс  | Тори                             | Cake                             | Барбара                                                                |
| 2019 | ки  | Disco Elysium                    | Disco Elysium                    | Клаасье Аманду                                                         |
| 2020 | ф   | Приватный чат                    | PVT Chat                         | QT4U                                                                   |
| 2020 | ф   | Мы                               | We Are                           | Вера                                                                   |
| 2020 | мс  | Жуткая правда                    | The Shivering Truth              | озвучка в эпизоде «The Diff»                                           |
| 2021 | ф   | Ужас на 61-й улице               | The Scary of Sixty-First         | девушка                                                                |
| 2021 | с   | Кинопереворот                    | Cinema Toast                     | озвучка в эпизоде «Report on the Canine Auto-Mechanical Soviet Threat» |
| 2021 | с   | Наследники                       | Succession                       | Комфри Пеллитс                                                         |
| 2021 | с   | Змей                             | The Serpent                      | Конни-Джо Бронзич                                                      |
| 2023 | ф   | Плохое поведение                 | Bad Behaviour                    | Беверли Вудс                                                           |
| 2023 | ф   | Предчувствие                     | The Beast                        | Дакота                                                                 |
| 2023 | мс  | Уволен на Марсе                  | Fired on Mars                    | Лиз                                                                    |
|      | ф   | www.RachelOrmont.com             | www.RachelOrmont.com             |                                                                        |
|      | ф   | Уступки                          | Concessions                      | Мечтательница                                                          |

### Видеоклипы
- «Don't Care» — Antwon feat. Sad Andy (2014)[23]
- «Basements» — Future Death (2014)[24]
- «The Brae» — Yumi Zouma (2014)
- «A Long Walk Home for Parted Lovers» — Yumi Zouma (2014)
- «Prolog» — Tocotronic (2015)
- «Rebel Boy» — Tocotronic (2015)
- «I Don't Love You» — DJDS (2016)[25]
- «Taking What's Not Yours» — «TV Girl» (2016)[26]
- «Vinaigrette» — Gonjasufi (2016)[27]

### Кинопроизводство
| Год  | Название                 | Оригинальное название    | Режиссёр | Сценарист |
| ---- | ------------------------ | ------------------------ | -------- | --------- |
| 2017 | История Дарби Бонарски   | The Darby Bonarsky Story | Да       | Нет       |
| 2018 | Шаткий замок             | Wobble Palace            | Да       | Нет       |
| 2020 | Захватывающая реальность | Spectacular Reality      | Нет      | Да        |
| 2021 | Ужас на 61-й улице       | The Scary of Sixty-First | Да       | Да        |

## Награды и номинации
| Год  | Премия                                 | Категория                                       | Работа                           | Результат |
| ---- | -------------------------------------- | ----------------------------------------------- | -------------------------------- | --------- |
| 2016 | Кинофестиваль «Кошмары»                | Лучшая актриса в короткометражном фильме        | Звук синего, зелёного и красного | Номинация |
| 2019 | Выставка кинематографистов Сент-Луиса  | Лучшая актриса второго плана                    | Ходячие призраки                 | Победа    |
| 2021 | Берлинский международный кинофестиваль | Лучший дебютный полнометражный фильм            | Ужас на 61-й улице               | Победа    |
| 2021 | Берлинский международный кинофестиваль | Лучший фильм                                    | Ужас на 61-й улице               | Номинация |
| 2021 | Берлинский международный кинофестиваль | Премия «За встречи»                             | Ужас на 61-й улице               | Номинация |
| 2021 | Кинофестиваль в Сиджесе                | Лучший фильм                                    | Ужас на 61-й улице               | Номинация |
| 2021 | Серебряное перо                        | Лучший ансамбль драматического сериала          | Наследники                       | Победа    |
| 2022 | Премия Гильдии киноактёров США         | Лучший актёрский состав в драматическом сериале | Наследники                       | Победа    |